# Мамсинер
Мамсинер (мар. Кӱйык) — деревня в Мари-Турекском районе Республики Марий Эл. Входит в состав Карлыганского сельского поселения.

## География
Находится в восточной части республики Марий Эл на расстоянии приблизительно 37 км по прямой на юго-восток от районного центра посёлка Мари-Турек.

## История
Известна с 1816 года, когда в деревне было 7 дворов, проживало 35 человек, в 1834 году было 11 дворов, 94 жителя. Первыми жителями были переселенцы из села Аджима Малмыжского уезда — удмурты и русские. По сведениям 1859—1873 годов, в деревне Мамсинер насчитывалось 20 дворов, 151 житель. Постепенно поселение разрасталось и получило название Куюк. С 1848 по 1937 год в Мамсинере работала Свято-Троицкая церковь каменной постройки. В 1923 году в деревне проживал 351 человек. В 1940 году в деревне насчитывалось 47 дворов. В 1970 году в ней имелось 89 жителей, в 1979 году — 70. В 2000 году в деревне имелось 23 хозяйства. В советское время работали колхозы «Красный партизан», «Вперёд», «Коммунар», совхозы имени Кирова и «Восход».

## Население
Население составляло 61 человек (татары 30 %, мари 33 %) в 2002 году, 60 в 2010.

## Известные жители
- Данилов Владимир Алексеевич (1931—2003) — советский деятель сельского хозяйства. Звеньевой механизированного звена совхоза «Восход» дер. Мамсинер Мари-Турекского района Марийской АССР (1963–1991), лучший механизатор Марийской АССР (1968, 1972, 1975). Заслуженный механизатор РСФСР (1977). Кавалер орденов Ленина (1979) и Октябрьской Революции (1975).